# Salignac-Eyvigues
Salignac-Eyvigues (trong tiếng Occitan Salanhac e Aivigas) là một xã, nằm ở tỉnh Dordogne vùng Aquitaine của Pháp. Xã này có diện tích 45 kilômét vuông, dân số năm 2007 là 1128 người. Xã nằm ở khu vực có độ cao trung bình 280 m trên mực nước biển.

## Thông tin nhân khẩu
| Năm    | 1962 | 1968 | 1975 | 1982 | 1990 | 1999  | 2007  |
| ------ | ---- | ---- | ---- | ---- | ---- | ----- | ----- |
| Dân số | 942  | 888  | 863  | 942  | 964  | 1 008 | 1 128 |